# Gleichmäßige gleichgradige Stetigkeit
Die gleichmäßige gleichgradige Stetigkeit verbindet die Begriffe gleichmäßiger und gleichgradiger Stetigkeit.
Seien {\displaystyle (X,d_{X})}, {\displaystyle (Y,d_{Y})} metrische Räume, sei {\displaystyle F\subset C_{b}(X,Y)} eine 
Teilmenge beschränkter, stetiger Funktionen. Die Funktionenfamilie bzw. Funktionenschar {\displaystyle F}  heißt gleichgradig gleichmäßig stetig, wenn gilt:
Für alle {\displaystyle \varepsilon >0} existiert ein {\displaystyle \delta >0}, so dass für alle {\displaystyle x,x'\in X} und für alle {\displaystyle f\in F} gilt:
{\displaystyle d_{X}(x,x')\leq \delta \Rightarrow d_{Y}\left(f(x),f(x')\right)\leq \varepsilon }.
Das heißt, wenn man ein {\displaystyle \varepsilon } vorgibt, findet man ein {\displaystyle \delta }, so dass die Aussage für alle Funktionen der Familie und für alle Punkte des Raumes gilt. {\displaystyle \delta } hängt also nur von {\displaystyle \varepsilon } ab, weder von {\displaystyle f} noch von {\displaystyle x}.

## Beispiele
- Besitzen alle Funktionen {\displaystyle f\in F} dieselbe Lipschitzkonstante, so ist die Funktionenfamilie {\displaystyle F} gleichmäßig gleichgradig stetig.